# دادلي سينانايكا
دادلي سينانايكا. (بالإنجلزية: senanayake ,D) سياسي سريلانكي مواليد 1911 تتلمذ في السياسة على يد والده «دون ستيفن سينانايكا» (1884 - 1952) وخلفه في تولي وزارة الزراعة والأراضي من 1947 إلى 1952 شغل منصب رئيس الوزراء ثلاث مرات 1952 إلى 1953 و1960 ثم من 1965 إلى 1970 كما ترأس الحزب الوطني الموحد المعارض لنظام حكم باندرانيكا. وعرف بميله نحو الغرب وافته المنية عام 1973.

## روابط خارجية
- دادلي سينانايكا على موقع الموسوعة البريطانية (الإنجليزية)
- دادلي سينانايكا على موقع مونزينجر (الألمانية)